# Huber Heights (Ohio)
Huber Heights es una ciudad ubicada en el condado de Montgomery en el estado estadounidense de Ohio. En el Censo de 2010 tenía una población de 38101 habitantes y una densidad poblacional de 657,7 personas por km².

## Geografía
Huber Heights se encuentra ubicada en las coordenadas 39°51′32″N 84°6′46″O / 39.85889, -84.11278. Según la Oficina del Censo de los Estados Unidos, Huber Heights tiene una superficie total de 57.93 km², de la cual 57.68 km² corresponden a tierra firme y (0.42%) 0.25 km² es agua.

## Demografía
Según el censo de 2010, había 38101 personas residiendo en Huber Heights. La densidad de población era de 657,7 hab./km². De los 38101 habitantes, Huber Heights estaba compuesto por el 79.59% blancos, el 12.98% eran afroamericanos, el 0.27% eran amerindios, el 2.54% eran asiáticos, el 0.08% eran isleños del Pacífico, el 1% eran de otras razas y el 3.55% pertenecían a dos o más razas. Del total de la población el 3.09% eran hispanos o latinos de cualquier raza.

## Escolaridad
Huber Heights tiene ocho escuelas local (sin incluir escuelas privadas). Había un establecimiento preescolar (Studebaker), cinco escuelas primarias (Charles Huber, Monticello, Rushmore, Valley Forge, y Wright Brothers), una intermedia (Weisenborn) y una secundaria (Wayne HS). Señor Mario Basora es el superintendente. Cada escuelas siguen los direcciones por Departamento de Educación de Ohio.